# Domul din Speyer
Domul din Speyer (în latină Domus sanctae Mariae Spirae) este catedrala Episcopiei de Speyer, monument istoric și de arhitectură din secolul al XI-lea, obiectiv inclus în anul 1981 pe lista monumentelor UNESCO.
După distrugerea Abației Cluny în contextul Revoluției Franceze, Domul din Speyer este cea mai mare biserică romanică din lume.